# Neoplan Polska
Uzasadnienie: Treść dotyczy tego samego przedsiębiorstwa pod zmienioną nazwą

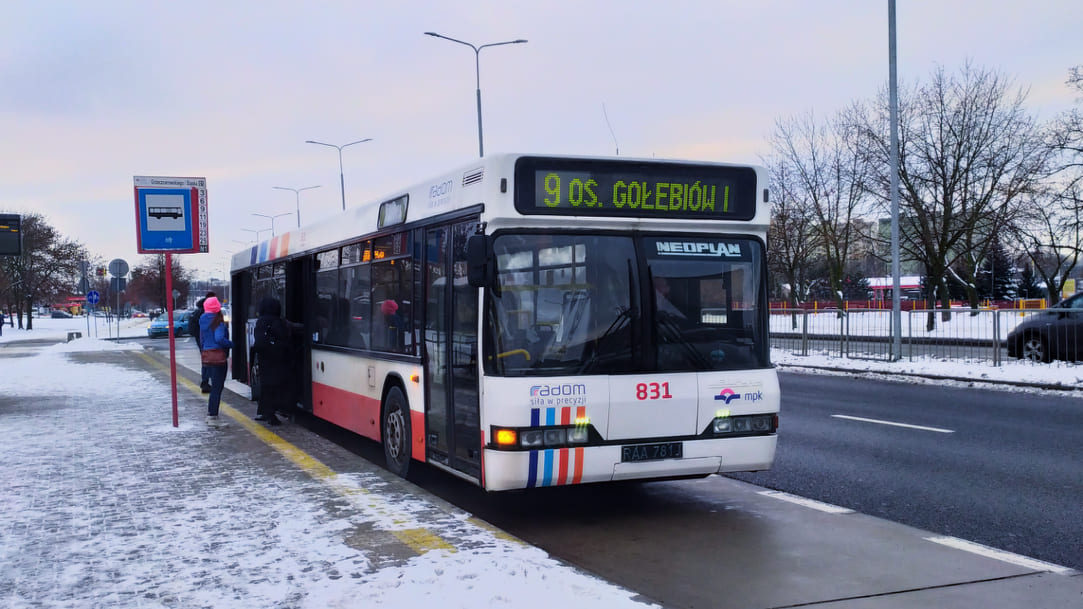
Neoplan N4020 w Radomiu

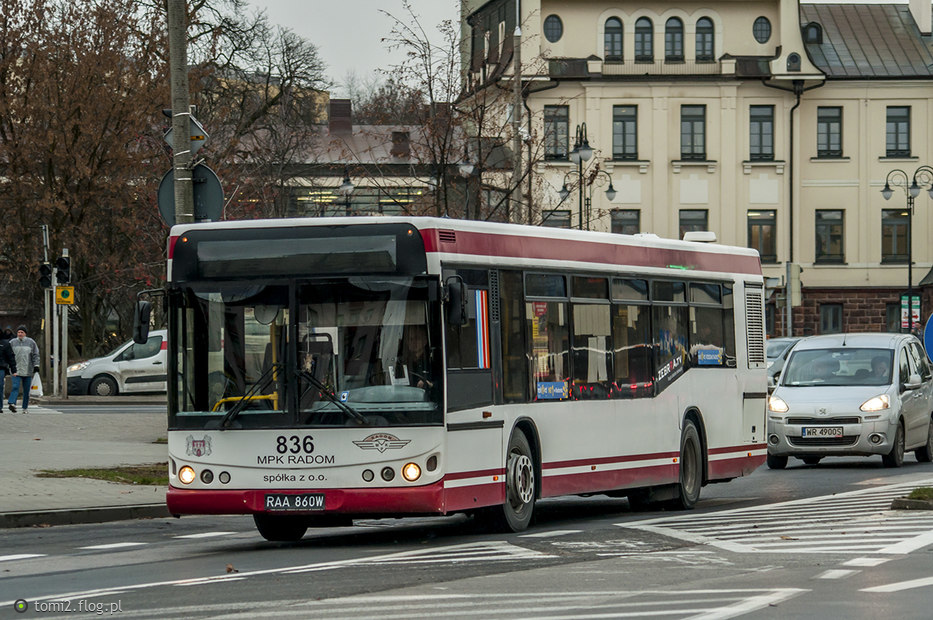
Neoplan K4016TD w Radomiu

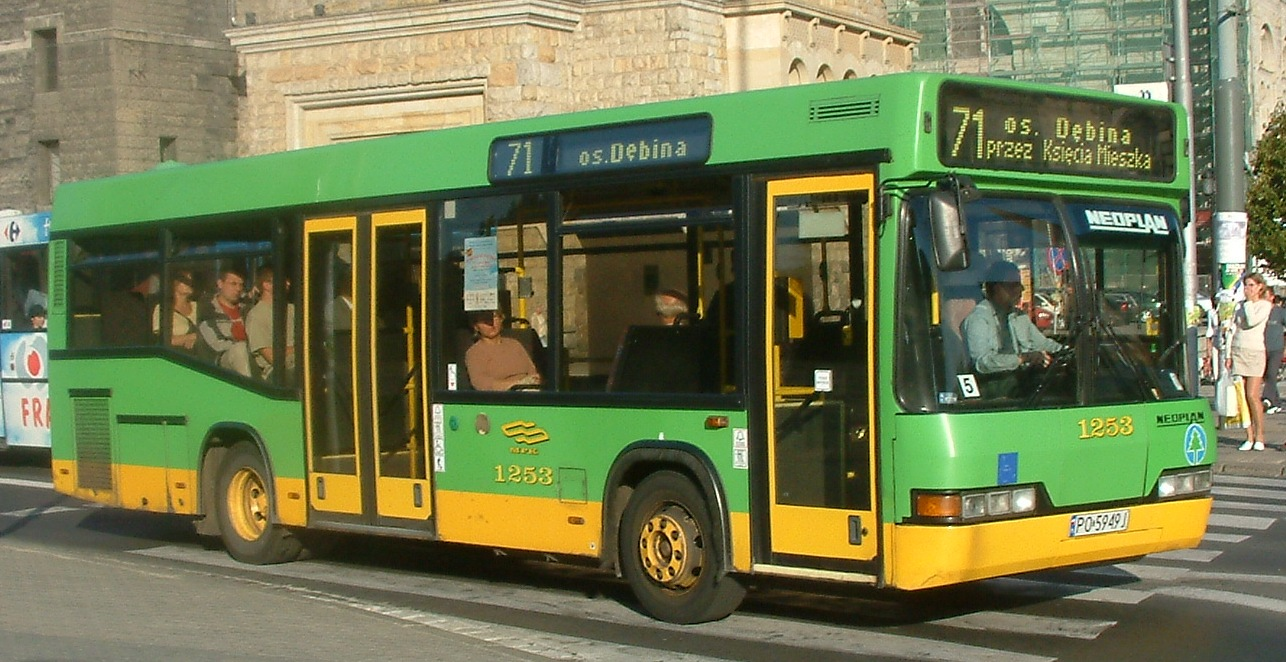
Neoplan N4009 w Poznaniu

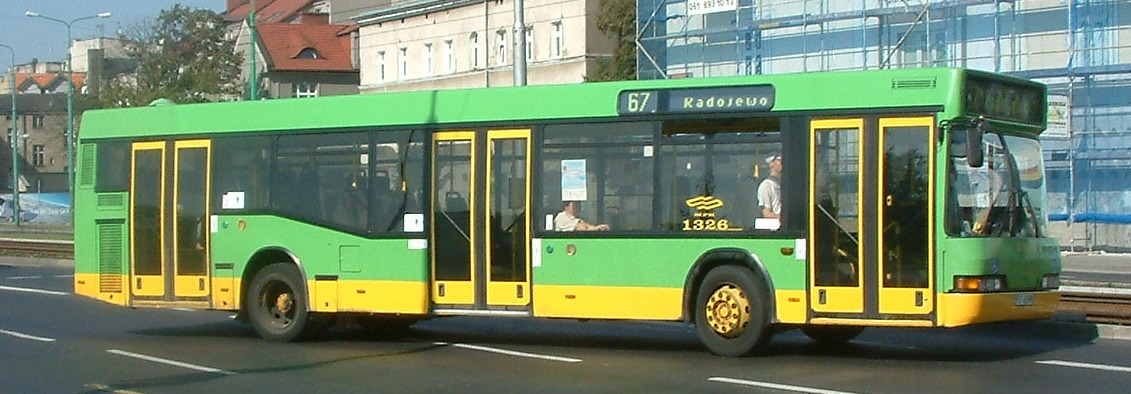
Neoplan N4016 w Poznaniu

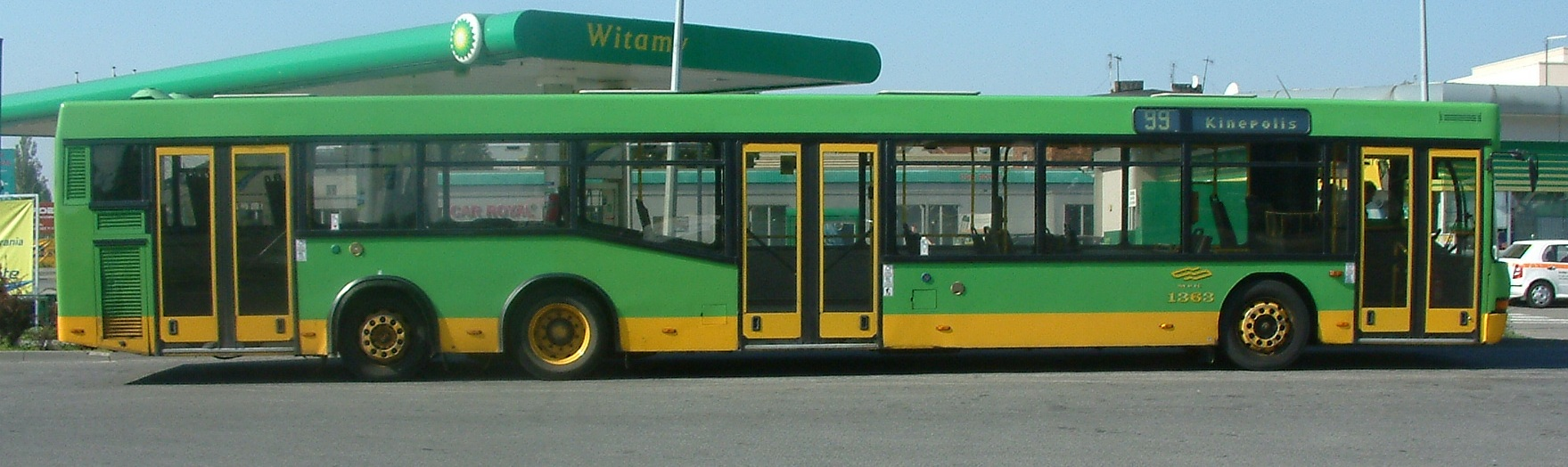
Neoplan N4020 w Poznaniu

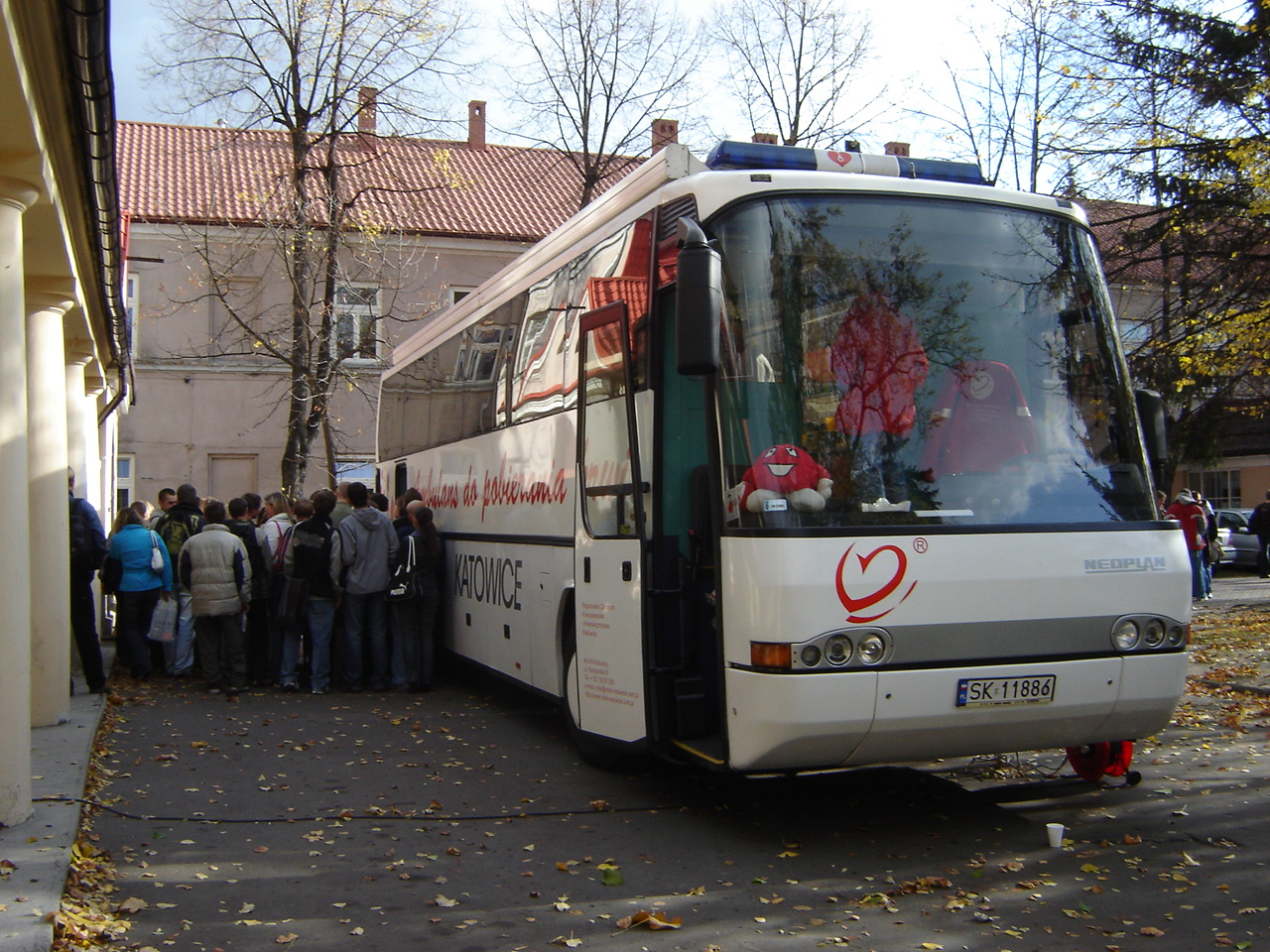
Neoplan N 316 SHD z 2000 roku jako ambulans do pobierania krwi („vampirobus”)

Neoplan Polska – przedsiębiorstwo zajmujące się produkcją autobusów miejskich i autokarów turystycznych. Posiadało dwie fabryki: spawalnię szkieletów nadwozi w Środzie Wielkopolskiej oraz zakład produkcji finalnej w Bolechowie-Osiedlu koło Poznania. W 2001 r. zostało przekształcone w Solaris Bus & Coach Sp. z o.o.

## Historia
2 sierpnia 1994 roku powstało w Warszawie Biuro Handlowe spółki Gottlob Auwärter GmbH, właściciela marki „Neoplan”. Nosiło ono firmę „Neoplan Polska” Sp. z o.o. i było przedsiębiorstwem rodzinnym o 100% polskim kapitale. Założycielami spółki byli Krzysztof Olszewski i Solange Olszewska. W latach 1994–1995 spółka zajmowała się wyłącznie dystrybucją produktów niemieckiego przedsiębiorstwa. Pierwszym odbiorcą było MZK Warszawa. Trafił do niego w 1994 roku pierwszy autobus niskopodłogowy sprzedany w Polsce – Neoplan N4020/3. Po wygraniu w roku 1995 przetargu na dostawę do Poznania 50 niskopodłogowych autobusów miejskich, we wrześniu 1995 r. podjęto decyzję o otworzeniu własnej Fabryki Autobusów „Neoplan Polska” w Bolechowie koło Poznania. Jesienią 1995 r. pierwszych 36 pracowników przedsiębiorstwa odbyło praktykę w zakładzie przedsiębiorstwa Gottlob Auwärter GmbH w Berlinie. Począwszy od stycznia 1996 roku przedsiębiorstwo stało się producentem, na licencji niemieckiej, niskopodłogowych autobusów miejskich marki Neoplan oraz, nieco później, autokarów tej marki. Pierwsze wyprodukowane autobusy przekazano odbiorcy w marcu 1996. Zatrudnienie sięgało wówczas około 60 osób. Produkcja odbywała się w wynajętej, nie wykorzystywanej, hali byłego zakładu transportu Tłoczni Metali Pressta, pracującej na potrzeby Wojska Polskiego. Do Bolechowa przeniesiono siedzibę przedsiębiorstwa, pozostawiając w Warszawie biuro handlowe. Założyciele przedsiębiorstwa dążyli do realizacji całego cyklu budowy autobusów, począwszy od projektu, przez prototyp, produkcję podzespołów do montażu finalnego. Dlatego do 1998 r. w Bolechowie powstały zakłady: Blacharnia, Finisz (zajmujący się montażem ostatecznym) oraz Biuro Techniczne (tworzące nowe projekty) i prototypownia. Jesienią 1998 r. uruchomiono również zakład w Środzie Wielkopolskiej będący Wydziałem Budowy Szkieletów. To pozwoliło zrezygnować z dostaw kluczowych komponentów z Niemiec. W krótkim czasie „Neoplan Polska” zmonopolizował rynek w obu kategoriach produkowanych przez siebie autobusów, uzyskując na nich około 50% udziału. Duża sprzedaż autokarów turystycznych wymagała zapewnienia serwisu tych pojazdów poza granicami Polski. Dlatego nawiązano współpracę z siecią serwisową „DAF Coach Back-Up” obsługującą zarówno autobusy turystyczne, jak i miejskie. Przedsiębiorstwo DAF było jednocześnie głównym dostawcą silników. Pod koniec lat 90. przedsiębiorstwo, przymierzając się do opracowania własnych oryginalnych modeli autobusów, dokonało modernizacji licencyjnych Neoplanów serii N, tworząc przejściową rodzinę K. Po wdrożeniu do produkcji własnych modeli miejskich Solaris Urbino (1999), oraz zaprezentowaniu prototypu własnego autokaru Solaris Vacanza (2001), pod koniec 2001 roku zaniechano produkcji pod marką Neoplan.
W dniu 16 grudnia 1999 roku niemieckie przedsiębiorstwo Gottlob Auwärter GmbH, właściciel marki Neoplan, przejęło 30% akcji spółki „Neoplan Polska”. Było to związane z planami produkcji w Polsce do 600 sztuk autobusów Neoplan N 316 SHD Euroliner rocznie dla niemieckiego Neoplana. Wpływ na tę decyzję miała również silna konkurencja na rynku krajowym, wpływająca na obniżenie cen produktów, a tym samym i zysków dużo inwestującej spółki. Plany te nie doszły do skutku m.in. ze względu na przejęcie w 2000 roku spółki Gottlob Auwärter GmbH przez koncern MAN. We wrześniu 2001 roku, po odkupieniu 30% akcji spółki przez rodzinę Olszewskich, spółka „Neoplan Polska” zmieniła nazwę na Solaris Bus & Coach Spółka z o.o.
Łączna sprzedaż wyprodukowanych w Polsce modeli przedsiębiorstwa „Neoplan Polska” pod marką „Neoplan” wyniosła 697 sztuk i w poszczególnych latach przedstawiała się następująco: 1996 – 69 szt., 1997 – 222 szt., 1998 – 233 szt., 1999 – 146 szt., 2000 – 6 szt., 2001 – 21 szt.. W latach 2000–2001 produkowane były jedynie autokary. Łączna sprzedaż wyprodukowanych w Polsce poszczególnych modeli autobusów miejskich serii N wyniosła 421 sztuk i przedstawiała się następująco: N4009 – 38 szt., N4016 – 116 szt., N4016TD – 32 szt., N4020 – 169 szt., N4020TD – 44 szt., N4021 – 22 szt. Łączna sprzedaż modeli autobusów miejskich serii K wyniosła 46 sztuk i przedstawiała się następująco: K4010 – 3 szt., K4016 – 43 szt.. Sprzedano również 230 sztuk autokarów marki Neoplan wytworzonych w Polsce. Wszystkie wytworzone w Bolechowie egzemplarze Neoplanów zostały sprzedane w Polsce.
Od 1999 do 2001 roku przedsiębiorstwo wytwarzało również autobusy miejskie serii Solaris, których oferta stała się podstawą programu produkcyjnego po przekształceniu w Solaris Bus & Coach Sp. z o.o.
Od 1998 roku stosowany był graficzny symbol miejskich autobusów „Neoplan Polska” – zielony jamnik, wymyślony przez wiceprezes Solange Olszewską.

## Produkty
Autobusy miejskie:
Licencyjne odpowiedniki niemieckiej rodziny autobusów Neoplan Metroliner:
- Neoplan N4009
- Neoplan N4016
- Neoplan N4020
- Neoplan N4021

Olibus – zmodernizowana rodzina autobusów Metroliner przeznaczona na polski rynek
- Neoplan K4010
- Neoplan K4016

Wszystkie wymienione powyżej modele oferowano również (a w przypadku rodziny K – wyłącznie) w wersji z pionowym usytuowaniem silnika – tower drive. Autobusy takie oznaczano dodatkowo literami td w nazwie modelu (np. Neoplan N4020td).
Autobusy turystyczne:
- Neoplan N 316 K
- Neoplan N 316 SHD
- Neoplan N 318 SHD
- Neoplan N 122/3

Autobusy specjalne:
- Neoplan N4009 MINI
- Neoplan N 316 SHD – ambulans
- Neoplan N 318 SHD – Oriflame

## Nagrody i wyróżnienia dla „Neoplan Polska”
- 1998 – Kryształowy Puchar Stowarzyszenia „Ruch Regionalny Wielkopolan”,
- 1999 – tytuł „Firma Roku 1998”, nagroda Kapituły Polskiego Klubu Biznesu,
- 2000 – Złoty Medal Stowarzyszenia „Ruch Regionalny Wielkopolan”,
- 2001 – Medal Europejski Business Center Club,
- 2001 – Złoty Hipolit, nagroda w konkursie „Wielkopolska Jakość”.